# IAI Harpy

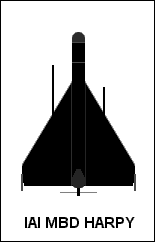
IAI Harpy.

Harpy (с англ. — «Гарпия») — беспилотный летательный аппарат (БПЛА), предназначенный для борьбы с радиолокационными станциями (РЛС). 
БПЛА разработан израильской компанией «Израильская авиационная промышленность» (Israel Aircraft Industries (IAI)) в конце восьмидесятых годов. Одна «Гарпия» стоит порядка 70 000 долларов США.

## Описание
БПЛА «Гарпия» представляет собой самонаводящийся самолёт-снаряд, барражирующие боевой припас. Совершает автономный вылет по параметрам заданной программы. Выйдя в заданное пространство, патрулирует его. После обнаружения сигналов РЛС он определяет местоположение цели, пикирует на неё и поражает осколочно-фугасной боевой частью. Запускается с мобильной пусковой установки контейнерного типа при помощи твердотопливных стартовых ускорителей. Может также запускаться с кораблей. Первый полёт состоялся в 1989 году.

## ЛТХ
Лётно-техническая характеристика (ЛТХ):
- Схема «летающее крыло»
- Размах крыла, метра — 2,00
- Длина, метра — 2,30
- Высота, метра — 0,36
- Масса, кг
  - полезной нагрузки — 70
  - максимальная взлетная — 125
- Тип двигателя: роторно-поршневой двигатель Ванкеля
- Максимальная скорость, км/ч — 250
- Дальность действия, км — 400
- Продолжительность полёта, три часа
- Практический потолок — 3 000 метров